# Dallastown
Dallastown är en ort i York County i delstaten Pennsylvania. Orten har fått namn efter USA:s vicepresident George M. Dallas. Enligt 2010 års folkräkning hade Dallastown 4 049 invånare.